# Bienále ilustrací Bratislava
Bienále ilustrací Bratislava (zkráceně BIB) je slovenská výstava ilustrací dětské a mládežnické literatury. Je organizována každý druhý rok na podzim.
První ročník BIB se uskutečnil v tehdejším Československu v roce 1967.
BIB představuje mozaiku nejlepších ilustrací dětských knih z celého světa. Nejlepší ilustrace vycházejí i na známkách Slovenské pošty. Pořadatelem je Ministerstvo kultury Slovenské republiky. Hlavním organizátorem je Bibiana, mezinárodní dům umění pro děti.